# Riabcewo (stacja kolejowa)
Riabcewo (ros. Рябцево, станция Рябцево) – stacja kolejowa w zachodniej Rosji, w osiedlu wiejskim Muryginskoje rejonu poczinkowskiego w obwodzie smoleńskim.

## Geografia
Stacja położona jest w dieriewni Riabcewo, 10 km od drogi federalnej R120 (Orzeł – Briańsk – Smoleńsk – Witebsk), 31,5 km od drogi magistralnej M1 «Białoruś», 25 km od Smoleńska.
Leży na linii Kolei Moskiewskiej Rosławl I – Kołodnia..

## Historia
Stacja powstała w czasach carskich na drodze żelaznej orłowsko-witebskiej, pomiędzy stacjami Pieriesna i Tyczinino.

## Rozkład jazdy
2 razy dziennie kursują pociągi podmiejskie relacji Poczinok – Smoleńsk i Smoleńsk – Poczinok.